# Osteocephalus cabrerai
Osteocephalus cabrerai é uma espécie de anfíbio da família Hylidae. Pode ser encontrada no Brasil, Peru, Equador, Colômbia, Venezuela, Guiana, Suriname e Guiana Francesa.